# Wang Han
Wang Han (chiń. 王涵; ur. 24 stycznia 1991 w Baodingu) – chińska skoczkini do wody, mistrzyni i wicemistrzyni olimpijska z Tokio 2020, mistrzyni świata.

## Udział w zawodach międzynarodowych
| Impreza                       | Rok  | Miejsce            | Konkurencja                           | Wynik  | Wynik   |
| Impreza                       | Rok  | Miejsce            | Konkurencja                           | Punkty | Miejsce |
| ----------------------------- | ---- | ------------------ | ------------------------------------- | ------ | ------- |
| Igrzyska olimpijskie          | 2020 | Tokio              | trampolina 3 m indywidualnie          | 348,75 | srebro  |
| Igrzyska olimpijskie          | 2020 | Tokio              | trampolina 3 m synchronicznie kobiet  | 326,40 | złoto   |
| Mistrzostwa świata w pływaniu | 2009 | Rzym               | trampolina 1 m indywidualnie          | 303,95 | brąz    |
| Mistrzostwa świata w pływaniu | 2011 | Szanghaj           | trampolina 1 m indywidualnie          | 310,20 | srebro  |
| Mistrzostwa świata w pływaniu | 2013 | Barcelona          | trampolina 1 m indywidualnie          | 297,75 | brąz    |
| Mistrzostwa świata w pływaniu | 2013 | Barcelona          | trampolina 3 m indywidualnie          | 356,25 | srebro  |
| Mistrzostwa świata w pływaniu | 2015 | Kazań              | trampolina 3 m synchronicznie mikstów | 339,90 | złoto   |
| Mistrzostwa świata w pływaniu | 2017 | Budapeszt          | trampolina 3 m indywidualnie          | 359,40 | srebro  |
| Mistrzostwa świata w pływaniu | 2017 | Budapeszt          | trampolina 3 m synchronicznie mikstów | 323,70 | złoto   |
| Mistrzostwa świata w pływaniu | 2019 | Gwangju            | trampolina 3 m indywidualnie          | 372,85 | srebro  |
| Mistrzostwa świata w pływaniu | 2019 | Gwangju            | trampolina 3 m synchronicznie kobiet  | 342,00 | złoto   |
| Igrzyska azjatyckie           | 2010 | Kanton             | trampolina 3 m synchronicznie kobiet  | 315,60 | złoto   |
| Igrzyska azjatyckie           | 2014 | Inczon             | trampolina 1 m indywidualnie          | 287,40 | srebro  |
| Igrzyska azjatyckie           | 2014 | Inczon             | trampolina 3 m indywidualnie          | 359,30 | srebro  |
| Igrzyska azjatyckie           | 2018 | Dżakarta-Palembang | trampolina 1 m indywidualnie          | 323,55 | złoto   |
| Igrzyska azjatyckie           | 2018 | Dżakarta-Palembang | trampolina 3 m indywidualnie          | 383,40 | srebro  |
| Uniwersjada                   | 2015 | Gwangju            | wieża 10 m indywidualnie              | 338,20 | srebro  |
| Uniwersjada                   | 2015 | Gwangju            | wieża 10 m synchronicznie kobiet      | 281,82 | brąz    |